# طنز سرنوشت ۲
طنز سرنوشت ۲ یا کنایه سرنوشت: ادامه (به انگلیسی: The Irony of Fate 2) یک فیلم کمدی رمانتیک روسی به کارگردانی تیمور بکمامبتوف بر اساس فیلمنامه‌ای از آلکسی اسلاپوفسکی محصول کانال یک روسیه و منتشر شده توسط موس‌فیلم که در سال ۲۰۰۷ منتشر شد. این یک دنباله مستقیم از قسمت اول طنز سرنوشت (۱۹۷۶) می‌باشد.
در ابتدا شایعه شده بود که این فیلم در یک بیانیه مطبوعاتی به تولید ۳۰ سالگی فیلم اصلی در سال ۲۰۰۶ اختصاص دارد. این فیلم ۵۵ میلیون دلار فروخت که ۵۰ میلیون دلار تنها از باکس آفیس روسیه به دست آمد.

## داستان
شخصیت‌های فیلم اول اکنون فرزندانی دارند که توانسته‌اند در شرایطی قرار بگیرند که سال‌ها پیش پدر و مادرشان داشتند. با این حال، داستان صرفاً بازسازی فیلم اصلی نیست. همه ماجراهای فیلم قبلی تصادفی بودند، اما در اینجا همه چیز طبق برنامه‌ریزی انجام می‌شود که پاولیک، دوست اوگنی لوکاشین طراحی کرده بود.
ایده پاولیک این است که به دوستش اوگنی در تنهایی اش کمک کند، بنابراین پسر لوکاشین را به سنت پترزبورگ می‌فرستد، جایی که او مانند پدرش ۳۰ سال پیش رفتار می‌کند.

## انتشار
این فیلم در ۲۱ دسامبر ۲۰۰۷ در روسیه در ۹۰۳ سالن در سینماها اکران شد که وسیع‌ترین افتتاحیه در روسیه در آن زمان بود.

## بازخوردها
این فیلم نقدهای مثبتی از منتقدان و تعدادی از نشریات دیگر دریافت کرد. در همان زمان، فیلم اغلب به تبلیغات سرزده و هدف قرار دادن گیشه و همچنین تعداد بیش از حد جلوه‌های ویژه متهم می‌شود.